# Euthydesmus acicarina
Euthydesmus acicarina är en mångfotingart som beskrevs av Filippo Silvestri 1902. Euthydesmus acicarina ingår i släktet Euthydesmus och familjen Chelodesmidae. Inga underarter finns listade i Catalogue of Life.